# Gladys Brockwell

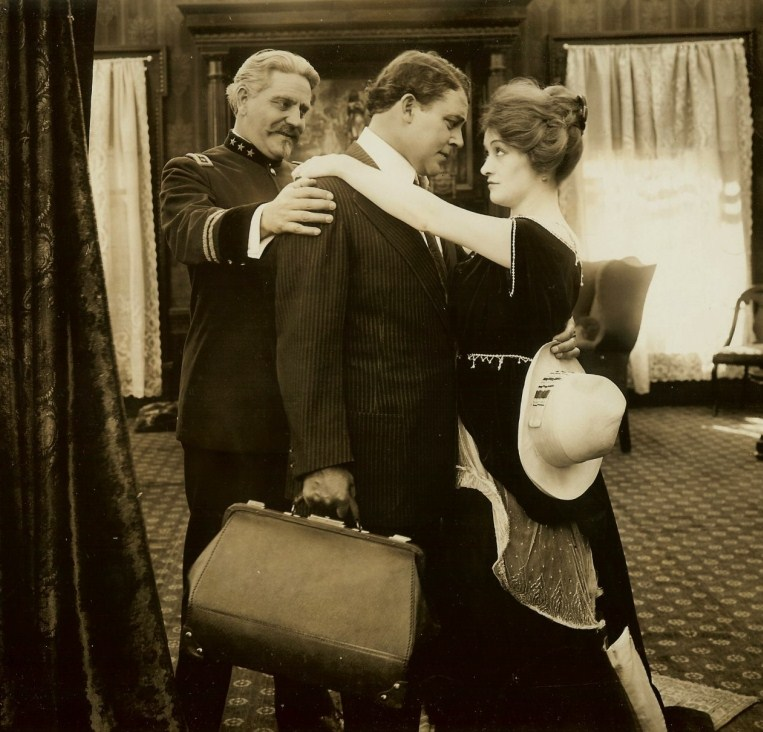
Avec Henry A. Barrows (à g.) et William Farnum,
dans The Fires of Conscience (1916)

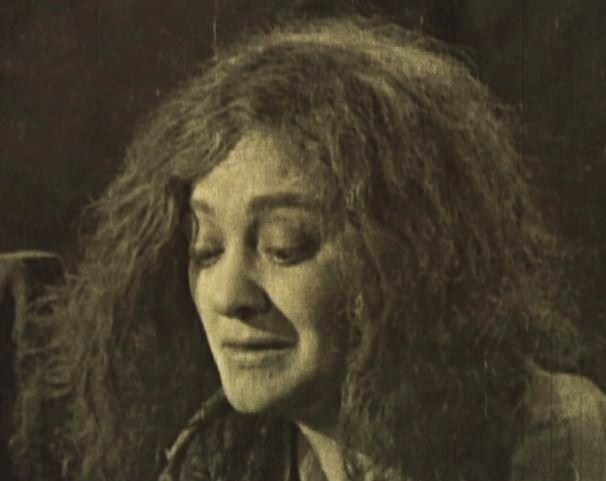
Dans Notre-Dame de Paris (1923)

Gladys Brockwell est une actrice américaine, née Gladys Lindeman le 26 septembre 1894 à New York — Arrondissement de Brooklyn (État de New York), morte le 2 juillet 1929 à Los Angeles — Quartier d'Hollywood (Californie).

## Biographie
Gladys Brockwell contribue à cent-dix-sept films américains, majoritairement muets, sortis à partir de 1913. Citons Broken Commandments de Frank Beal (1919, avec G. Raymond Nye et Spottiswoode Aitken), Oliver Twist de Frank Lloyd (version de 1922, avec Jackie Coogan dans le rôle-titre et James A. Marcus), Notre-Dame de Paris de Wallace Worsley (version de 1923, avec Lon Chaney et Patsy Ruth Miller), L'Heure suprême de Frank Borzage (version de 1927, avec Janet Gaynor et Charles Farrell), ou encore La Femme disputée d'Henry King et Sam Taylor (1928, avec Norma Talmadge et Gilbert Roland).
Gladys Brockwell apparaît dans seulement sept films parlants sortis en 1928 et 1929, dont Lights of New York de Bryan Foy (1928, avec Helene Costello et Cullen Landis). Le dernier est The Drake Case d'Edward Laemmle (avec Forrest Stanley et Robert Frazer), sorti le 1er septembre 1929, deux mois après sa mort prématurée, des suites d'un accident de voiture, ainsi que d'une péritonite,.

## Filmographie partielle
- 1914 : Stacked Cards de Thomas H. Ince et Scott Sidney : Edna Johnson
- 1914 : La Colère des dieux (The Wrath of Gods) de Reginald Barker : rôle non-spécifié
- 1914 : A Political Feud de Thomas H. Ince et Richard Stanton : Helen Kent
- 1914 : The Last of the Line de Jay Hunt : rôle non-spécifié
- 1914 : One of the Discard de Thomas H. Ince : Flora
- 1914 : A Relic of Old Japan de Thomas H. Ince et Reginald Barker : Annette Walsh
- 1914 : L'Honneur japonais (The Typhoon) de Reginald Barker
- 1915 : Double Trouble de Christy Cabanne : Daisy Scarlett
- 1915 : Up from the Depths de Paul Powell : Daire Vincent
- 1915 : A Confidence Game de Thomas H. Ince et William H. Clifford : rôle non-spécifié
- 1915 : On the Night Stage de Reginald Barker : une fille du saloon
- 1916 : The Fires of Conscience d'Oscar Apfel : Margery Burke
- 1916 : The Crippled Hand de David Kirkland et Robert Z. Leonard : La prima donna
- 1916 : Sins of Her Parent de Frank Lloyd : Adrian Gardiner/Valerie Marchmont
- 1917 : One Touch of Sin de Richard Stanton
- 1917 : The Honor System de Raoul Walsh : Trixie Bennett
- 1917 : The Price of Her Soul d'Oscar Apfel : Ailene Graham
- 1918 : Her One Mistake d'Edward LeSaint : Harriet Gordon / Peggy Malone
- 1919 : Pitfalls of a Big City de Frank Lloyd : Molly Moore
- 1919 : Broken Commandments de Frank Beal : Nella Banard
- 1919 : The Divorce Trap de Frank Beal : Eleanor Burton
- 1919 : Chasing Rainbows de Frank Beal
- 1919 : The Forbidden Room de Lynn Reynolds : Ruth Lester
- 1920 : À ton bonheur (Flames of the Flesh) d'Edward LeSaint : Candace
- 1920 : The Devil's Riddle de Frank Beal : Esther Anderson
- 1921 : The Sage Hen d'Edgar Lewis : rôle-titre
- 1922 : Oliver Twist de Frank Lloyd : Nancy Sykes
- 1922 : Paid Back d'Irving Cummings : Carol Gordon
- 1923 : Sourire d'enfant (The Darling of New York) de King Baggot : Ligh Fingered Kitty
- 1923 : Penrod and Sam (en) de William Beaudine : Mme Schofield
- 1923 : Notre-Dame de Paris (The Hunchback of Notre Dame) de Wallace Worsley : Sœur Gudule
- 1924 : So Big de Charles Brabin : Maartje Poole
- 1924 : La Femme d'un voleur (The Foolish Virgin) de George W. Hill : Nance Owens
- 1925 : Stella Maris de Charles Brabin : Louisa Risca
- 1925 : The Ancient Mariner de Chester Bennett et Henry Otto
- 1925 : Les Orphelins de la mer (The Splendid Road) de Frank Lloyd : La sœur de Satan
- 1926 : The Skyrocket de Marshall Neilan : Rose Kimm
- 1926 : La Dernière Frontière (The Last Frontier) de George B. Seitz : Cynthia Jaggers
- 1926 : Le Lys de Whitechapel (Twinkletoes) de Charles Brabin : Cissie Lightfoot
- 1926 : Spangles de Frank O'Connor : Mlle Dazie
- 1927 : L'Heure suprême (Seventh Heaven) de Frank Borzage : Nana
- 1927 : Man, Woman and Sin de Monta Bell et John Gilbert : Mme Whitcomb
- 1927 : Le Médecin de campagne (The Country Doctor) de Rupert Julian : Myra Jones
- 1927 : Sa dernière culotte (Long Pants) de Frank Capra : La mère
- 1928 : Une fille dans chaque port (A Girl in Every Port) d'Howard Hawks : Mme Flore
- 1928 : La Femme disputée ou Soirs d'orage (The Woman Disputed) d'Henry King et Sam Taylor : La comtesse
- 1928 : Lights of New York de Bryan Foy : Molly Thompson
- 1928 : The Home Towners, de Bryan Foy
- 1929 : The Argyle Case d'Howard Bretherton : Mme Martin
- 1929 : The Drake Case d'Edward Laemmle : Lulu Marks